# Wales (Utah)
Wales es una localidad del condado de Sanpete, estado de Utah, Estados Unidos. Según el censo de 2000 su población era de 219 habitantes.

## Geografía
Wales se encuentra en las coordenads 39°29′10″N 111°38′10″O / 39.48611, -111.63611.
Según la oficina del censo de Estados Unidos, la localidad tiene una superficie total de 0,8 km². No tiene superficie cubierta de agua.
- Datos: Q482546
- Multimedia: Wales, Utah / Q482546

1. ↑  Zip Data Maps, código ZIP n.º 84667.